# انتونی چارلز
انتونی چارلز (انگلیسی: Anthony Charles؛ زادهٔ ۱۱ مارس ۱۹۸۱) بازیکن فوتبال اهل بریتانیا است.
از باشگاه‌هایی که در آن بازی کرده‌است می‌توان به باشگاه فوتبال کرو آلکساندرا، باشگاه فوتبال لوتون تاون، باشگاه فوتبال هاید، باشگاه فوتبال نانیتون تاون، باشگاه فوتبال ووستر سیتی، باشگاه فوتبال پلیموث آرگیل، باشگاه فوتبال بارنت، باشگاه فوتبال فارن‌بورو، باشگاه فوتبال نورث‌همپتون تاون، و باشگاه فوتبال آلدرشات تاون اشاره کرد.
وی همچنین در تیم ملی فوتبال England C بازی کرده‌است.